# CLIO
CLIO (англ. Cryogenic Laser Interferometer Observatory, обсерваторія кріогенного лазерного інтерферометра) — детектор гравітаційних хвиль в Японії, створений як прототип для тестування технології кріогенних дзеркал для детектора гравітаційних хвиль KAGRA.

## Огляд
CLIO — це оптичний інтерферометр із двома перпендикулярними плечами по 100 м довжини кожне. Дзеркала охолоджені до температури 20 К (−253 °C). Така низька температура зменшує різноманітні джерела теплового шуму, які заважають іншим гравітаційним обсерваторіям. однак важко охолоджувати дзеркала (які нагріваються потужним лазером в інтерферометрі), одночасно захищаючи їх від вібрацій.
CLIO знаходиться на глибині 1000 м під землею в обсерваторії Каміока, префектура Ґіфу.
CLIO є одним із наукових центрів Інституту дослідження космічних променів Токійського університету.